# Taça dos Clubes Vencedores de Taças de 1968–69
A edição de 1968/1969 da Taça dos Clubes Vencedores de Taças foi vencida, pela primeira vez, pelos checoslovacos do Slovan Bratislava que derrotou os espanhóis do FC Barcelona por 3-2 na final. Este vitória do clube checoslovaco foi, também, a primeira vitória de um clube da Europa de Leste de uma competição da UEFA.
O representante português, o FC Porto foi eliminado, na 2.ª Eliminatória, pelos futuros vencedores, o Slovan Bratislava.

## Primeira Eliminatória
| Equipa 1              | Total | Equipa 2                     | 1.ª Mão | 2.ª Mão |
| --------------------- | ----- | ---------------------------- | ------- | ------- |
| Dunfermline Athletic  | 12-1  | APOEL FC                     | 10-1    | 2-0     |
| Olympiakos            | 4-0   | Knattspyrnufélag Reykjavíkur | 2-0     | 2-0     |
| Dinamo București      | w/o   | Győri ETO FC (desistiu)      | -       | -       |
| Club Brugge           | 3-3   | West Bromwich Albion         | 3-1     | 0-2     |
| FK Partizan Tirana    | 2-3   | Torino FC                    | 1-0     | 1-3     |
| Spartak Sofia         | (a)   | Union Berlin                 | -       | -       |
| Cardiff City          | 3-4   | FC Porto                     | 2-2     | 1-2     |
| Slovan Bratislava     | 3-2   | FK Bor                       | 3-0     | 0-2     |
| ADO Den Haag          | 6-1   | Grazer AK                    | 4-1     | 2-0     |
| Girondins de Bordeaux | 2-4   | FC Köln                      | 2-1     | 0-3     |
| Randers FC            | 3-1   | Shamrock Rovers              | 1-0     | 2-1     |
| US Rumelange          | 2-2   | Sliema Wanderers FC          | 2-1     | 0-1     |
| AC Lugano             | 0-4   | FC Barcelona                 | 0-1     | 0-3     |
| Górnik Zabrze         | (a)   | Dinamo Moskva                | -       | -       |
| Altay SK              | 4-5   | FC Lyn Oslo                  | 3-1     | 1-4     |
| Crusaders FC          | 3-6   | IFK Norrköping               | 2-2     | 1-4     |

(a) Todas estas equipas se retiraram da competição por motivos políticos

## Segunda Eliminatória
| Equipa 1                        | Total | Equipa 2             | 1.ª Mão | 2.ª Mão |
| ------------------------------- | ----- | -------------------- | ------- | ------- |
| Dunfermline Athletic            | 4-3   | Olympiakos           | 4-0     | 0-3     |
| Dinamo București                | 1-5   | West Bromwich Albion | 1-1     | 0-4     |
| FC Porto                        | 1-4   | Slovan Bratislava    | 1-0     | 0-4     |
| ADO Den Haag                    | 0-4   | FC Köln              | 0-1     | 0-3     |
| Randers FC                      | 8-0   | Sliema Wanderers FC  | 6-0     | 2-0     |
| FC Lyn Oslo                     | 4-3   | IFK Norrköping       | 2-0     | 2-3     |
| Isento: Torino FC; FC Barcelona |       |                      |         |         |

## Quartos-de-Final
| Equipa 1             | Total | Equipa 2             | 1.ª Mão | 2.ª Mão |
| -------------------- | ----- | -------------------- | ------- | ------- |
| Dunfermline Athletic | 1-0   | West Bromwich Albion | 0-0     | 1-0     |
| Torino FC            | 1-3   | Slovan Bratislava    | 0-1     | 1-2     |
| FC Köln              | 5-1   | Randers FC           | 2-1     | 3-0     |
| FC Barcelona         | 5-4   | FC Lyn Oslo          | 3-2     | 2-2     |

## Meias-Finais
| Equipa 1             | Total | Equipa 2          | 1.ª Mão | 2.ª Mão |
| -------------------- | ----- | ----------------- | ------- | ------- |
| Dunfermline Athletic | 1-2   | Slovan Bratislava | 1-1     | 0-1     |
| FC Köln              | 3-6   | FC Barcelona      | 2-2     | 1-4     |

## Final
| 21 de maio de 1969 | Slovan Bratislava                                         | 3-2 | FC Barcelona                            | St. Jakob-Park, Basileia                    |
| 20:00              | L'udovít Cvetler 1 Vladimír Hrivnák 29 · Ján Čapkovič 42' |     | José Antonio Zaldúa 15 Carles Rexach 51 | Público: 19,478 Árbitro: Laurens van Ravens |